# ويليام ك. اندروز
ويليام ك. اندروز (بالإنجليزية: William C. Andrews)‏ هو سياسي أمريكي، ولد في 24 يناير 1934 في تامبا في الولايات المتحدة. حزبياً، نشط في الحزب الديمقراطي. وقد انتخب عضو مجلس نواب فلوريدا.